# Martí Jampy
Martí Jampy, o Martin Jampy (Castell de Vernet, Conflent, 1877 — Pla Guillem (Castell de Vernet), 1942) va ser un sacerdot nord-català autor de poemes, i d'estudis històrics sobre la Catalunya del Nord.

## Biografia
El 1906 era vicari de Prada de Conflent, i el 1919 ho era de la catedral de Perpinyà. Poc abans del 1919 havia estat rector de la Bastida i a l'any següent ho era de Sant Feliu d'Avall. Als anys 1930-1931 surt citat com a degà de la parròquia de Vinçà i el 1936 apareix com a canonge de la catedral de Perpinyà.
Publicà estudis històrics i descriptius sobre Sant Miquel de Cuixà, Sant Martí del Canigó, les esglésies de Castell de Vernet i d'Elna, un estudi sobre La chanson de Sainte Foy i altres. En català publicà el recull de poemes Lliris, roses i violes (1914) i El Romanceret del Pessebre (1932). Contribuí amb textos al Bulletin de Prades, la Revue catalane i la Revue historique el littéraire du diocèse de Perpignan. El 1914 dirigia la Semaine Religieuse.
Obtingué una medalla de bronze en els Jocs Florals del 1920.

## Obres
- Les lettres catalanes et le clergé en Roussillon, article a l'Univers 1.1.1913, p. 4
- Lliris, roses i violes: cullits en les montanyes del Canigó y offerts à Maria Sanctíssima Perpinyà: Barrière et Cie., 1914 («exemplar digitalitzat».)
- La Passió Sagrada de Nostre Senyor Jesus-Christ: predicada al dia de divendres sant de 1919 en la cathedral de Perpinya Perpinyà: Barrière et Cie., 1919
- Les baixes costes del Canigó, poema presentat als Jocs Florals de Barcelona de 1920
- La Niçaga del Pelós, poema presentat als Jocs Florals de Barcelona de 1920
- La Verge del Roser, poema presentat als Jocs Florals de Barcelona de 1920
- Le cloître de l'abbaye de Saint-Matin-du-Canigou, article a Revue historique el littéraire du diocèse de Perpignan 1924, p. 143-148, 162-165 i 175-181; 1925 p. 10-16
- Le trésor de l'eglise de Casteill, article a Revue historique el littéraire du diocèse de Perpignan 1924, p. 114-120
- Guide illustré de l'abbaye de Saint-Martin du Canigou Céret: Imprimerie L. Roque, 1927
- De l'admirable et mutuel amour d'un saint et d'un peuple depuis mille ans. Saint Gaudérique et son culte en Roussillon Perpignan: Impr. de l'Agence des voyages, 1928 (3a edició 1929)
- Un poème catalane du XIe siècle en Conflent: "La chanson de sainte Foy", article a Revue historique el littéraire du diocèse de Perpignan 1928, p. 75-80, 92-97, 104-108
- L'Abbaye de Saint-Michel-de-Cuxa notice historique et descriptive Lille: Les imprimeries réunies, 1930 (reimpressió moderna. Nimes: C.Lacour, 2007 ISBN 978-2-7504-1799-4)
- Les fêtes jubilaires de Montserrat en l'honneur d'Oliba, abbé de Cuxa, son fondateur, article a Revue historique el littéraire du diocèse de Perpignan 1931, p. 300-302
- La paroisse Saint-Saturnin de Vernet en l'an 1000, article a Revue historique el littéraire du diocèse de Perpignan 1931, p. 31-33 i 87-91
- El Romanceret del Pessebre Perpignan: Imprimerie de l'Agence des voyages, s.d (ca 1932)
- Elne, sa cathédrale, son cloître [Perpignan]: impr. de l'Indépendant, 1936 (reedició el 1937)